# یوسف و زلیخا (فیلم ۱۳۳۵)
یوسف و زلیخا فیلمی سیاه و سفید به نویسندگی و کارگردانی سیامک یاسمی است. این فیلم به تهیه‌کنندگی اسماعیل کوشان، از محصولات استودیو پارس فیلم است که در سال ۱۳۳۵ خورشیدی به نمایش درآمد.
این فیلم در ایران با شکست روبرو شد ولی در عراق به فروش خوبی دست یافت.

## داستان فیلم
برادران یوسف (محسن مهدوی) نسبت به وی که مورد محبت پدرشان یعقوب است، حسادت کرده و دور از چشم پدر، او را به بیابان برده و به چاهی می‌اندازند. کاروانی یوسف را در چاه پیدا می‌کند و به مصر برده به عنوان برده می‌فروشند. زلیخا (شهره) صاحب یوسف شیفتهٔ او می‌شود و در حادثه‌ای عزیز مصر، همسر زلیخا (حسین محسنی) او را به زندان می‌اندازد. هفت سال بعد او بخاطر تعبیر خواب فرعون از زندان آزاد شده و به مقام عزیز مصر می‌رسد و با روش خردمندانه‌ای ملت مصر را که می‌رود در خطر قحطی و نابودی قرار گیرند، نجات می‌دهد. یعقوب پیر پس از سال‌ها یوسف گمشده‌اش را می‌یابد. زلیخا با گذشت عمر پیر شده و با دیدن یوسف جوانی و شادابی خود را بازمی‌یابد.

## بازیگران و عوامل فیلم
- محسن مهدوی به نقش یوسف
- شهره (شهلا میرمطهری) به نقش زلیخا
- حسین محسنی به نقش عزیز مصر، همسر زلیخا
- قاسم جبلی
- باقر مازوچی
- خسروانه
- احمد علی صدری
- کوروش کوشان
- هوشنگ دیبائیان به نقش غلام دربار

## نمایش فیلم
فیلم یوسف و زلیخا برای بار نخست در تاریخ دوشنبه ۱۲ آذر ۱۳۳۵ خورشیدی در دو سینمای البرز و «خورشید نو» در تهران به نمایش درآمد. این فیلم جایگزین فیلم هندی «آقای ۴۲۰» در سینما البرز شد.
این فیلم پس از ۲ هفته نمایش حدود ۷۰ هزار تومان فروش داشت.

## عوامل فیلم
- فیلمبردار و تدوینگر: محمود کوشان
- تهیه‌کننده: دکتر اسماعیل کوشان
- آهنگ‌ها: مجید وفادار
- خوانندگان: پروانه نمازی، غلامحسین بنان، قاسم جبلی
- چاپ و لابراتوار: واهان بیجانیان
- عکاس: عکاسی البرز
- تیتراژ: حمید خواجه نصیری
- دکور: ولی‌الله خاکدان
- گریم و مدیر تهیه: حسین محسنی
- طراح پوستر: میشا گیراگوسیان
- امور فنی: استودیو پارس فیلم